# Campeonato Mundial de Atletismo de 2005 - 100 m masculino
A competição dos 100 metros masculino no Campeonato Mundial de Atletismo de 2005 foi realizada no Estádio Olímpico, em Helsinque, na Finlândia, nos dias 6 e 7 de agosto de 2005.

## Recordes
Antes desta competição, os recordes mundiais e do campeonato nesta prova eram os seguintes:
| Tipo                  | Atleta         | Tempo | Local   | Data                 |
| --------------------- | -------------- | ----- | ------- | -------------------- |
|                       | Asafa Powell   | 9.77  | Atenas  | 14 de junho de 2005  |
| Recorde do campeonato | Maurice Greene | 9.80  | Sevilha | 22 de agosto de 1999 |

## Medalhistas
| Ouro                | Prata                | Bronze            |
| Justin Gatlin (USA) | Michael Frater (JAM) | Kim Collins (SKN) |

## Calendário
Todos os horários estão no horário local (UTC+2)
| Data        | Horário | Fase             |
| ----------- | ------- | ---------------- |
| 6 de agosto | 10:55   | Eliminatórias    |
| 6 de agosto | 18:45   | Quartas de final |
| 7 de agosto | 19:20   | Semifinal        |
| 7 de agosto | 21:35   | Final            |

## Resultados

### Eliminatórias
Qualificação: Os 3 primeiros de cada bateria (Q) e os 8 melhores tempos (q) avançam para as quartas de final.
Vento:
Bateria 1: +0.6 m/s, Bateria 2: +0.9 m/s, Bateria 3: +0.9 m/s, Bateria 4: +0.4 m/s, Bateria 5: 0.0 m/s, Bateria 6: +0.4 m/s, Bateria 7: +0.3 m/s, Bateria 8: −1.4 m/s
| Pos. | Bateria          | Atleta                | Nacionalidade                   | Tempo | Notas                |
| ---- | ---------------- | --------------------- | ------------------------------- | ----- | -------------------- |
| 1    | 5                | Leonard Scott         | Estados Unidos                  | 10.12 | Q                    |
| 2    | 2                | Ronald Pognon         | França                          | 10.15 | Q                    |
| 2    | 3                | Dwight Thomas         | Jamaica                         | 10.15 | Q                    |
| 4    | 2                | Ainsley Waugh         | Jamaica                         | 10.16 | Q,                   |
| 4    | 4                | Justin Gatlin         | Estados Unidos                  | 10.16 | Q                    |
| 6    | 1                | Francis Obikwelu      | Portugal                        | 10.17 | Q                    |
| 6    | 5                | Uchenna Emedolu       | Nigéria                         | 10.17 | Q                    |
| 8    | 2                | Olusoji Fasuba        | Nigéria                         | 10.19 | Q                    |
| 8    | 8                | Jason Gardener        | Grã-Bretanha                    | 10.19 | Q                    |
| 10   | 3                | Patrick Johnson       | Austrália                       | 10.20 | Q,                   |
| 11   | 1                | Shawn Crawford        | Estados Unidos                  | 10.23 | Q                    |
| 12   | 3                | Darrel Brown          | Trinidad e Tobago               | 10.25 | Q                    |
| 12   | 6                | Marlon Devonish       | Grã-Bretanha                    | 10.25 | Q                    |
| 14   | 1                | Simone Collio         | Itália                          | 10.27 | Q                    |
| 15   | 4                | Joshua Ross           | Austrália                       | 10.28 | Q                    |
| 16   | 8                | Aziz Zakari           | Gana                            | 10.30 | Q                    |
| 17   | 5                | Jacey Harper          | Trinidad e Tobago               | 10.31 | Q                    |
| 17   | 7                | Kim Collins           | São Cristóvão e Neves           | 10.31 | Q                    |
| 17   | 2                | Guus Hoogmoed         | Países Baixos                   | 10.31 | q                    |
| 20   | 7                | Michael Frater        | Jamaica                         | 10.32 | Q                    |
| 20   | 5                | Obadele Thompson      | Barbados                        | 10.32 | q                    |
| 22   | 8                | Deji Aliu             | Nigéria                         | 10.36 | Q                    |
| 23   | 2                | Lukasz Chyla          | Polónia                         | 10.39 | q                    |
| 24   | 4                | Nobuharu Asahara      | Japão                           | 10.40 | Q                    |
| 24   | 1                | Nicolas Macrozonaris  | Canadá                          | 10.40 | q,                   |
| 24   | 3                | Matic Osovnikar       | Eslovênia                       | 10.40 | q                    |
| 24   | 4                | Mark Lewis-Francis    | Grã-Bretanha                    | 10.40 | q                    |
| 28   | 6                | Marc Burns            | Trinidad e Tobago               | 10.42 | Q                    |
| 29   | 7                | Idrissa Sanou         | Burquina Fasso                  | 10.43 | Q                    |
| 30   | 7                | Salem Mubarak Al-Yami | Arábia Saudita                  | 10.45 | q                    |
| 31   | 6                | Churandy Martina      | Antilhas Holandesas             | 10.46 | Q                    |
| 32   | 7                | Juan Sainfleur        | República Dominicana            | 10.47 | q                    |
| 33   | 3                | Markus Pöyhönen       | Finlândia                       | 10.49 |                      |
| 33   | 8                | Daniel Bailey         | Antígua e Barbuda               | 10.49 |                      |
| 35   | 5                | Pierre Browne         | Canadá                          | 10.50 |                      |
| 36   | 4                | Leigh Julius          | África do Sul                   | 10.51 |                      |
| 37   | 8                | Cláudio Roberto Souza | Brasil                          | 10.55 |                      |
| 38   | 6                | Tlhalosang Molapisi   | Botswana                        | 10.71 |                      |
| 39   | 7                | Rolando Palacios      | Honduras                        | 10.73 | Recorde nacional     |
| 40   | 1                | Philam Garcia         | Guam                            | 10.79 |                      |
| 41   | 2                | Shameer Ayub          | Singapura                       | 10.82 | Recorde da temporada |
| 42   | 7                | Wilfried Bingangoye   | Gabão                           | 10.86 | Recorde da temporada |
| 43   | 7                | Darren Gilford        | Malta                           | 10.89 |                      |
| 44   | 3                | Souhalia Alamou       | Benim                           | 10.90 | Recorde da temporada |
| 45   | 3                | Wally Kirika          | Papua-Nova Guiné                | 11.01 |                      |
| 45   | 8                | Fonseca Neto          | Angola                          | 11.01 | Recorde pessoal      |
| 47   | 6                | Yazaldes Nascimento   | São Tomé e Príncipe             | 11.07 | Recorde da temporada |
| 48   | 2                | Chi Kun Au            | Macau                           | 11.11 |                      |
| 49   | 6                | John Howard           | Estados Federados da Micronésia | 11.24 | Recorde da temporada |
| 50   | 6                | Ali Shareef           | Maldivas                        | 11.44 |                      |
| 51   | 4                | Darrel Roligat        | Marianas Setentrionais          | 11.49 |                      |
| 52   | 1                | Derrick Atkins        | Bahamas                         | 11.57 |                      |
| 52   | 8                | Reginaldo Micha Ndong | Guiné Equatorial                | 11.57 |                      |
| 54   | 5                | Deamo Baguga          | Nauru                           | 11.64 | Recorde pessoal      |
| 55   | 5                | Phomma Kheuabmavong   | Laos                            | 11.83 |                      |
| 56   | 1                | Harmon Harmon         | Ilhas Cook                      | 11.84 | Recorde da temporada |
| 57   | 4                | Daraphirit            | Camboja                         | 11.85 |                      |
| 58   | 1                | Mariuti Uan           | Kiribati                        | 11.92 | Recorde pessoal      |
|      | 6                | Eric Pacome N'dri     | Costa do Marfim                 | DNF   |                      |
| 2    | Khalid Brooks    | Anguila               | DNS                             |       |                      |
| 3    | Domeio Kabua     | Ilhas Marshall        | DNS                             |       |                      |
| 8    | Christie van Wyk | Namíbia               | DNS                             |       |                      |

### Quartas de final
Qualificação: Os 3 primeiros de cada bateria (Q) e os 4 melhores tempos (q) avançam para as semifinais.
Vento:
Bateria 1: −2.0 m/s, Bateria 2: −1.2 m/s, Bateria 3: +0.7 m/s, Bateria  4: −1.0 m/s
| Pos. | Bateria | Atleta                | Nacionalidade         | Tempo | Notas |
| ---- | ------- | --------------------- | --------------------- | ----- | ----- |
| 1    | 4       | Darrel Brown          | Trinidad e Tobago     | 10.10 | Q     |
| 2    | 4       | Ronald Pognon         | França                | 10.11 | Q     |
| 3    | 4       | Michael Frater        | Jamaica               | 10.12 | Q     |
| 4    | 4       | Uchenna Emedolu       | Nigéria               | 10.16 | q     |
| 5    | 2       | Leonard Scott         | Estados Unidos        | 10.19 | Q     |
| 5    | 3       | Francis Obikwelu      | Portugal              | 10.19 | Q     |
| 7    | 4       | Marlon Devonish       | Grã-Bretanha          | 10.20 | q     |
| 8    | 2       | Olusoji Fasuba        | Nigéria               | 10.24 | Q     |
| 9    | 3       | Shawn Crawford        | Estados Unidos        | 10.25 | Q     |
| 10   | 1       | Justin Gatlin         | Estados Unidos        | 10.27 | Q     |
| 11   | 1       | Dwight Thomas         | Estados Unidos        | 10.28 | Q     |
| 12   | 2       | Marc Burns            | Trinidad e Tobago     | 10.29 | Q     |
| 13   | 3       | Jason Gardener        | Grã-Bretanha          | 10.31 | Q     |
| 13   | 3       | Joshua Ross           | Austrália             | 10.31 | q     |
| 15   | 2       | Kim Collins           | São Cristóvão e Neves | 10.32 | q     |
| 16   | 4       | Obadele Thompson      | Barbados              | 10.34 |       |
| 17   | 2       | Ainsley Waugh         | Jamaica               | 10.39 |       |
| 17   | 3       | Deji Aliu             | Nigéria               | 10.39 |       |
| 17   | 3       | Jacey Harper          | Trinidad e Tobago     | 10.39 |       |
| 20   | 1       | Aziz Zakari           | Gana                  | 10.41 | Q     |
| 21   | 1       | Patrick Johnson       | Austrália             | 10.48 |       |
| 21   | 2       | Churandy Martina      | Antilhas Holandesas   | 10.48 |       |
| 21   | 3       | Nicolas Macrozonaris  | Canadá                | 10.48 |       |
| 21   | 3       | Matic Osovnikar       | Eslovênia             | 10.48 |       |
| 21   | 4       | Salem Mubarak Al-Yami | Arábia Saudita        | 10.48 |       |
| 26   | 2       | Guus Hoogmoed         | Países Baixos         | 10.51 |       |
| 27   | 1       | Mark Lewis-Francis    | Grã-Bretanha          | 10.53 |       |
| 28   | 1       | Nobuharu Asahara      | Japão                 | 10.58 |       |
| 29   | 1       | Simone Collio         | Itália                | 10.60 |       |
| 30   | 2       | Juan Sainfleur        | República Dominicana  | 10.74 |       |
| 31   | 4       | Idrissa Sanou         | Burquina Fasso        | 10.80 |       |
|      | 1       | Lukasz Chyla          | Polónia               | DNS   |       |

### Semifinal
Qualificação: Os 4 primeiros de cada bateria (Q)  avançam para as finais.
Vento:
Bateria 1: +0.5 m/s, Bateria 2: −1.0 m/s
| Pos. | Bateria | Atleta           | Nacionalidade         | Tempo | Notas                |
| ---- | ------- | ---------------- | --------------------- | ----- | -------------------- |
| 1    | 2       | Justin Gatlin    | Estados Unidos        | 9.99  | Q                    |
| 2    | 2       | Aziz Zakari      | Gana                  | 10.00 | Q                    |
| 3    | 2       | Dwight Thomas    | Jamaica               | 10.06 | Q                    |
| 4    | 2       | Kim Collins      | São Cristóvão e Neves | 10.07 | Q                    |
| 5    | 1       | Leonard Scott    | Estados Unidos        | 10.08 | Q                    |
| 5    | 2       | Jason Gardener   | Grã-Bretanha          | 10.08 | Recorde da temporada |
| 7    | 1       | Michael Frater   | Jamaica               | 10.09 | Q                    |
| 8    | 1       | Marc Burns       | Trinidad e Tobago     | 10.12 | Q                    |
| 9    | 1       | Francis Obikwelu | Portugal              | 10.13 | Q                    |
| 10   | 2       | Darrel Brown     | Trinidad e Tobago     | 10.16 |                      |
| 10   | 2       | Uchenna Emedolu  | Nigéria               | 10.16 |                      |
| 12   | 2       | Ronald Pognon    | França                | 10.17 |                      |
| 13   | 1       | Olusoji Fasuba   | Nigéria               | 10.18 |                      |
| 14   | 1       | Marlon Devonish  | Grã-Bretanha          | 10.24 |                      |
| 15   | 1       | Joshua Ross      | Austrália             | 10.27 |                      |
| 16   | 1       | Shawn Crawford   | Estados Unidos        | 10.28 |                      |

### Final
A final ocorreu dia 7 de agosto às 21:35.
Vento: +0.4 m/s
| Pos.              | Raia | Atleta           | Nacionalidade         | Tempo | Notas |
| ----------------- | ---- | ---------------- | --------------------- | ----- | ----- |
| Medalha de ouro   | 5    | Justin Gatlin    | Estados Unidos        | 9.88  | =     |
| Medalha de prata  | 4    | Michael Frater   | Jamaica               | 10.05 |       |
| Medalha de bronze | 2    | Kim Collins      | São Cristóvão e Neves | 10.05 |       |
| 4                 | 8    | Francis Obikwelu | Portugal              | 10.07 |       |
| 5                 | 7    | Dwight Thomas    | Jamaica               | 10.09 |       |
| 6                 | 3    | Leonard Scott    | Estados Unidos        | 10.13 |       |
| 7                 | 1    | Marc Burns       | Trinidad e Tobago     | 10.14 |       |
| 8                 | 6    | Aziz Zakari      | Gana                  | 10.20 |       |

Legenda
| Recorde mundial       | Recorde mundial (World record)               |                       | Recorde africano                      | Recorde africano (African) |                                           | Q | Classificado por posição (Qualified) |
| Recorde do campeonato | Recorde do campeonato (Championship record)  | Recorde da América    | Recorde da América (Americas)         | q                          | Classificado por melhor tempo (Qualified) |   |                                      |
| Melhor marca do ano   | Melhor marca do ano (World leading)          | Recorde asiático      | Recorde asiático (Asian)              | DNS                        | Não largou (Did not start)                |   |                                      |
| Recorde nacional      | Recorde nacional (National record)           | Recorde europeu       | Recorde europeu (European)            | DNF                        | Não terminou (Did not finish)             |   |                                      |
| Recorde pessoal       | Recorde pessoal do atleta (Personal best)    | Recorde da Oceania    | Recorde da Oceania (Oceania)          | DSQ / DQ                   | Desclassificado (Disqualified)            |   |                                      |
| Recorde da temporada  | Recorde da temporada do atleta (Season best) | Recorde sul-americano | Recorde sul-americano (South America) | NM                         | Sem marca (No mark)                       |   |                                      |